# Łowiec jasny
Łowiec jasny (Halcyon senegalensis) – gatunek średniej wielkości ptaka z rodziny zimorodkowatych (Alcedinidae). W trzech podgatunkach występuje w Afryce Subsaharyjskiej. Część populacji jest wędrowna. Gatunek nie jest zagrożony wyginięciem. 

## Taksonomia
Po raz pierwszy zgodnie z zasadami nazewnictwa binominalnego gatunek ten opisał Karol Linneusz w 1766 w 12. edycji Systema Naturae. Holotyp pochodził z Senegalu. Autor nadał nowemu gatunkowi nazwę Alcedo senegalensis. Obecnie (2022) Międzynarodowy Komitet Ornitologiczny (IOC) umieszcza łowca jasnego w rodzaju Halcyon. Wyróżnia 3 podgatunki, podobnie jak autorzy HBW. Łowiec jasny jest blisko spokrewniony z łowcem namorzynowym (H. senegaloides).
W kladzie złożonym z łowca jasnego, kameruńskiego (H. malimbica) i czekoladowego (H. badia) dwa pierwsze gatunki tworzą grupę siostrzaną, zaś łowiec czekoladowy reprezentuje klad bazalny.
IOC oraz autorzy HBW uznają trzy podgatunki: 
- H. s. senegalensis (Linnaeus, 1766) – łowiec jasny[7] – podgatunek nominatywny;
- H. s. cyanoleuca (Vieillot, 1818)[8] – łowiec modrogłowy[7] – opisany z wybrzeża Angoli[8];
- H. s. fuscopileus Reichenow, 1906 – opisany między innymi z Kamerunu (Jaunde, Bipindi), autor nie wskazał miejsca pozyskania holotypu[9].

Opisano również nieuznawane podgatunki. H. s. superflua (C.H.B. Grant, 1914) zsynonimizowano z łowcem modrogłowym. H. s. cinereicapillus (Mearns, 1915) zsynonimizowano z podgatunkiem nominatywnym.
H. s. fuscopileus bywał włączany do podgatunku nominatywnego. Łowiec modrogłowy (H. s. cyanoleuca), podgatunek z południowej części zasięgu występowania gatunku, bywał dawniej uznawany za odrębny gatunek. Tak też opisał go początkowo Louis Jean Pierre Vieillot w 1818.

## Morfologia
Długość ciała wynosi około 23 cm. Masa ciała samców osiąga 41–60 g, samic – 55–64 g, a osobników z południowej Afryki (bez określonej płci) – 60–81 g.
Dalszy opis dotyczy przedstawicieli podgatunku nominatywnego, jeżeli nie zaznaczono inaczej. Ciemię szarawe, kantarek czarny. Tył szyi, wierzch ciała i sterówki są niebieskie. Skrzydła czarne, wyróżniają się niebieskie nasady lotek. Spód ciała jasnoszary. Górna szczęka czerwona, żuchwa – czarna. Tęczówka ciemnobrązowa. Nogi i stopy czerwonawo-czarne. Osobniki młodociane mają z przodu głowy i na spodzie ciała płowy nalot i czarne prążki.
Łowce jasne od kameruńskich odróżnić można dzięki niebieskiemu grzbietowi, a od namorzynowego – czarnej żuchwie.

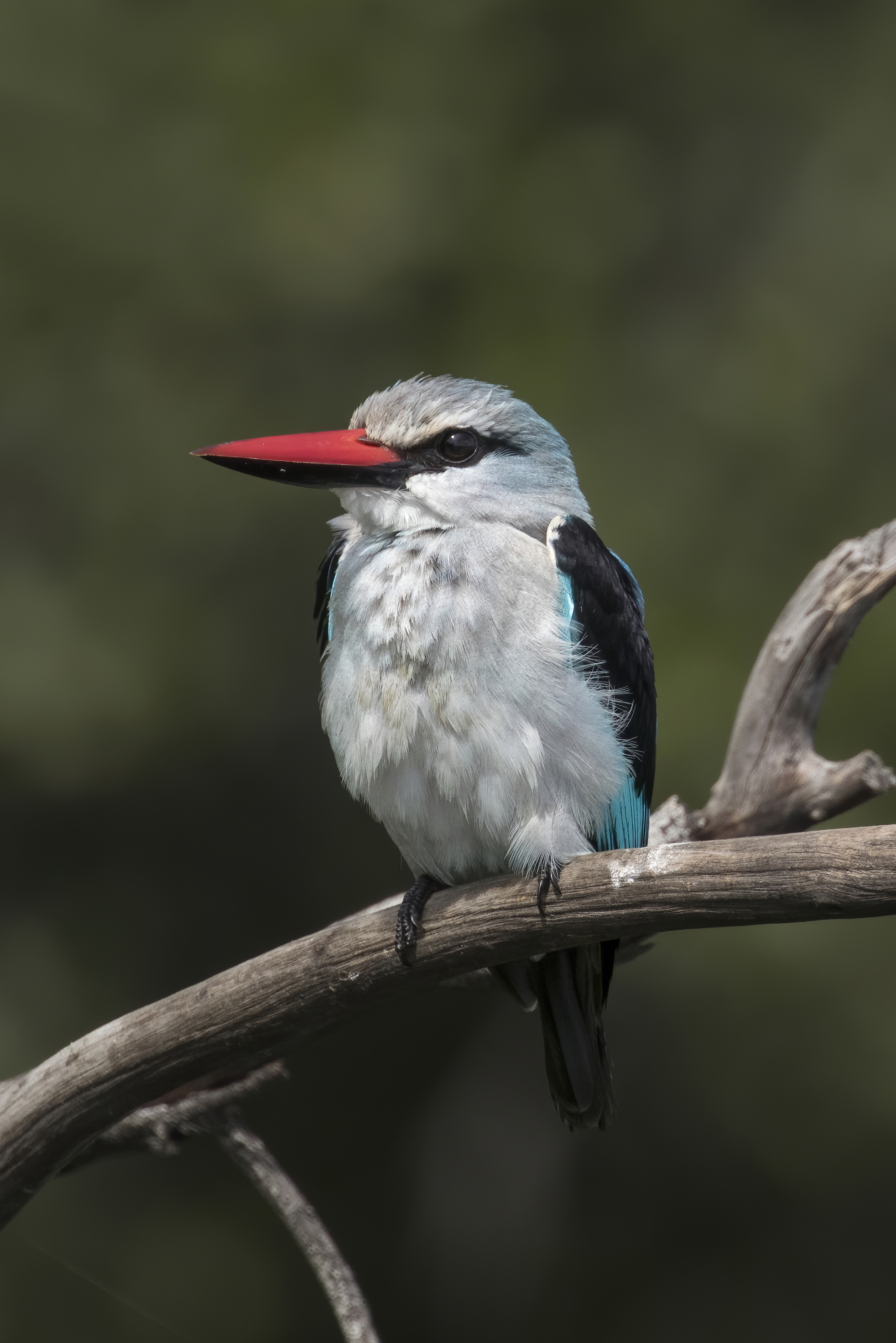
Łowiec modrogłowy, Park Narodowy Mamili, Namibia

Przedstawiciele podgatunku H. s. fuscopileus cechują się mniejszymi rozmiarami ciała, do tego mają ciemniejsze upierzenie z ciemnym szarobrązowym ciemieniem oraz bardziej szarą piersią i płaszczem. Łowce modrogłowe są większe od ptaków podgatunku nominatywnego, mają również jaśniejsze ciemię i czarną klinowatą plamę za okiem. U niektórych osobników z Malawi na żuchwie obecne są czerwone plamy.

## Zasięg występowania

### H. s. fuscopileus
Przedstawiciele H. s. fuscopileus występują na obszarze od Sierra Leone przez południową Nigerię i wyspę Bioko (administracyjnie należącą do Gwinei Równikowej), na której jednak nie potwierdzono gniazdowania, po Kotlinę Konga – do Demokratycznej Republiki Konga i północnej Angoli. Północna granica zasięgu przechodzi przez Mauretanię (do równoleżnika 17°N) i Sudan (do równoleżnika 16°N).

### Łowiec jasny
Zasięg występowania łowców jasnych (H. s. senegalensis) rozciąga się od Senegalu i Gambii na wschód po Etiopię i Erytreę i na południe po zachodnią Kenię, północno-zachodnią Tanzanię, Rwandę i Burundi. W Kenii wschodnią granicę zasięgu wyznaczają Wielkie Rowy Afrykańskie; łowce jasne występują tam tylko na jeziorze Baringo. Osobniki z populacji z północnej części zasięgu zimą wędrują na południe. Łowce jasne mają inne preferencje środowiskowe niż przedstawiciele H. s. fuscopileus; współwystępują z nimi tam, gdzie sawanny przeplatają się z terenami leśnymi.

### Łowiec modrogłowy
Łowce modrogłowe (H. s. cyanoleuca) gniazdują na obszarze od zachodniej Tanzanii na południe po Angolę, północną Namibię, północną i wschodnią Botswanę oraz północno-wschodnią Południową Afrykę. Zimowiska położone są w strefie równikowej na północ po Sudan Południowy. W północno-zachodniej Tanzanii łowce modrogłowe współwystępują z łowcami jasnymi.

## Ekologia i zachowanie
Środowiskiem życia łowców jasnych są zadrzewienia, nadrzeczne lasy, zadrzewione obszary wokół siedlisk ludzkich, przecinki leśne i ich skraje. Na sawannach unikają zwartej roślinności. W południowej części Afryki szczególnie pospolite są w nadrzecznych zadrzewieniach, na których trawiasty podszyt podlega intensywnemu wypasowi. Wybierają dość różnorodne sawanny i zadrzewienia, konieczna jest jedynie bliskość strumieni, rzek lub jezior. Pojawiają się również w środowiskach pochodzenia antropogenicznego, jak parki, ogrody i tereny upraw, w tym plantacji mango.
Łowce jasne występują na obszarach położonych poniżej 2000 m n.p.m., przeważnie do 1500 m n.p.m. W Rogu Afryki ogółem odnotowywano je między 400 a 1500 m n.p.m., jednak zakres podawany tylko dla Etiopii i Erytrei jest dokładniejszy – od 380 do 1530 m n.p.m. W południowej części Afryki zasięg łowców jasnych oraz łowców brązowogłowych nachodzi się i często występują one w tych samych miejscach.
Łowce jasne wiele czasu spędzają przesiadując w półcieniu. Czasem kiwają głową lub ogonem, wypatrując pożywienia. Zwykle przebywają samotnie albo w parach. Wędrują nocą, samotnie lub w luźnych grupach.

### Pożywienie

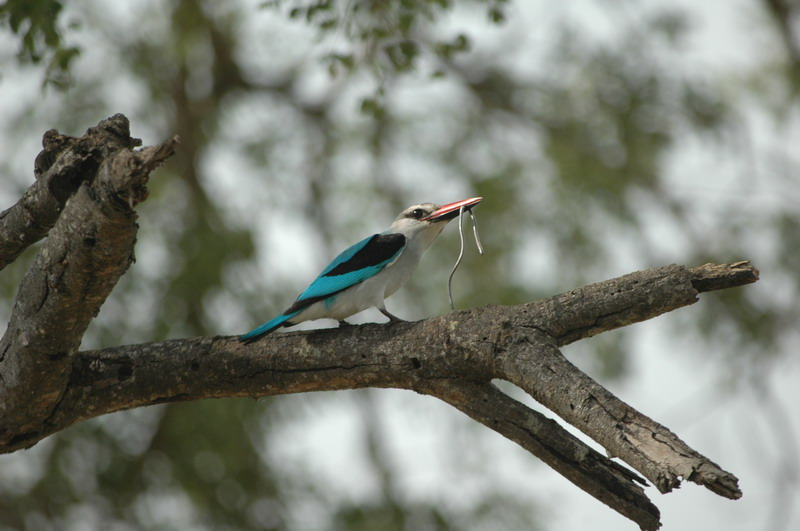
Łowiec jasny ze zdobyczą – wężem nitkowatym. Mpumalanga, Południowa Afryka

Łowce jasne żywią się głównie owadami. W większości są to prostoskrzydłe (Orthoptera), w tym szarańczowate (Acrididae), chrząszcze (bogatkowate, Buprestidae; biegaczowate, Carabidae (w tym podrodzina trzyszczowatych, Cicindelinae); kózkowate, Cerambycidae; kruszczycowate, Cetoniinae; podrodzina poświętnikowatych, [Scarabaeidae] i czarnuchowate, Tenebrionidae); do tego zjadają również ważki (Odonata), piewikowate (Cicadidae), karaczany (Blattodea), modliszki (Mantodea), ćmy i motyle dzienne (Lepidoptera), mrówkowate (Formicidae) i termity (Isoptera). Zjadają również inne stawonogi, w tym skorpiony (Scorpiones), pareczniki (Chilopoda), dwuparce (Diplopoda) oraz kraby i krewetki. Prócz tego w diecie łowców jasnych stwierdzono ryby, płazy bezogonowe, jaszczurki (agamowate, Agamidae), węże, myszowate (Muridae) oraz niewielkie ptaki wróblowe. Byli to przedstawiciele rodzajów Lonchura,  Quelea (a dokładniej ich pisklęta), wąsale obrożne (Lybius torquatus), brodaczniki białouche (Stactolaema leucotis), krętogłowy afrykańskie (Jynx ruficollis) i mniszki srokate (Spermestes cucullata).
Łowce jasne wypatrują zdobyczy z wysoko położonego miejsca, a po wypatrzeniu jej zlatują spiralnym lotem i około 3 m nad ziemią rzucają się na ofiarę. Czasem też zaczynają lecieć poziomo i przed zanurkowaniem po zdobycz lekko się wznoszą. Podczas łapania ryb nurkują w płytkiej wodzie. Większą zdobycz trzymają w poprzek dzioba, a przed zjedzeniem uderzają nią o żerdź. Termity w locie łapią w powietrzu.

### Lęgi
W północnej strefie tropikalnej zniesienia przypadają na okres od marca (na szerokości 7°N) do września (na szerokości około 15°N) i na grudzień, a prawdopodobnie również na październik. W Demokratycznej Republice Konga okres składania jaj trwa od sierpnia do lutego, w Rwandzie – od listopada do lutego, w Zambii – od listopada do grudnia, w Malawi – od grudnia do stycznia, w Zimbabwe i Mozambiku – od listopada do stycznia, a w Południowej Afryce – od października do marca (przy czym najczęściej od grudnia do stycznia, przynajmniej w północno-wschodnim RPA). Według informacji z lat 60. XX wieku w Namibii lęgi stwierdzano w maju, a w Ugandzie – od marca do lipca oraz od grudnia do listopada. Czasami łowce jasne wyprowadzają w roku dwa lęgi.
Gniazdo umieszczone jest na wysokości 1,2–9 m (zwykle 3–5 m) nad podłożem. Przeważnie ulokowane jest w dziupli, często w starym gnieździe brodacza, dzięcioła, szpaka lub łowca brązowogłowego (H. albiventris). Czasami łowce jasne wykorzystują również budki lęgowe, przestrzeń pod okapami dachów, nadrzewne gniazda termitów lub gniazda jerzyków małych (Apus affinis). Rzadko samodzielnie wydrążają dziuplę poprzez lecenie w kierunku pnia drzewa i uderzanie go dziobem. Dziupla ma 15–40 cm głębokości, przeważnie 20–25 cm, wejście – 4–6 cm szerokości, zwykle od 4,5 (według jednego ze źródeł minimalna średnica) do 5 cm. Brak wyściółki; w niektórych dziuplach nagromadzona jest warstwa chitynowych pancerzyków owadów pozostała po ptakach uprzednio w nich gniazdujących. Poszczególne dziuple są używane do 4 lat (według innego źródła – do 6). Łowce jasne gniazdują samotnie – poszczególne pary swe gniazda mają co najmniej 300 m od siebie.
Samica składa od 2 do 4 jaj, przeważnie 3, znacznie rzadziej 4. Składane są w jednodniowych odstępach. Przeciętne wymiary jaj z Południowej Afryki: 28 na 24 mm. Czasami w razie utraty pierwszego zniesienia składane jest kolejne. Inkubacja trwa 13–14 dni (według innego źródła – około 17 dni). W wysiadywaniu biorą udział obydwoje rodzice. Zmieniają się co około 40 minut, jednak samica wysiaduje wyłącznie nocą. Młode karmione są przez obydwa ptaki z pary, najczęściej wcześnie rano i w środku popołudnia. Gniazdo opuszczają po 15–24 dniach życia. Osobniki młodociane pozostają z rodzicami do 5 tygodni po opierzeniu.

## Status i zagrożenia
IUCN uznaje łowca jasnego za gatunek najmniejszej troski (LC, Least Concern) nieprzerwanie od 1988 roku (stan w 2022). Ze względu na brak dowodów na spadki liczebności bądź istotne zagrożenia dla gatunku BirdLife International uznaje trend liczebności populacji za prawdopodobnie stabilny. Jest to gatunek szeroko rozprzestrzeniony i pospolity w wielu częściach zasięgu. Gniazduje również na terenach poddanych wcześniej wycince, o ile pozostały tam duże drzewa. Ptaki podczas wędrówek nocą często zderzają się z szybami.
Udało się z powodzeniem rozmnożyć łowce jasne w niewoli.